# Entricoplax
Entricoplax is een geslacht van kreeftachtigen uit de klasse van de Malacostraca (hogere kreeftachtigen).

## Soort
- Entricoplax vestita (De Haan, 1835)